# Trang viên ở Topoľčianky
Trang viên ở Topoľčianky (tiếng Slovakia: Kaštieľ v Topoľčiankach) là một trang viên được xây dựng theo phong cách kiến trúc cổ điển tọa lạc ở làng Topoľčianky, vùng Nitra, Slovakia. Bao quanh trang viên có một công viên rộng lớn được thiết kế theo kiểu Anh.
Vào ngày 2 tháng 10 năm 1963, trang viên ở Topoľčianky đã được ghi danh vào Danh sách Di tích Trung ương theo quyết định của Bộ Văn hóa Cộng hòa Slovakia. Năm 1970, theo Nghị quyết của Chủ tịch Hội đồng Quốc gia Slovakia, trang viên này được công nhận là di tích văn hóa quốc gia.

## Lịch sử
Trang viên nằm trong khuôn viên của một lâu đài được xây dựng theo phong cách kiến trúc Gothic và một pháo đài được xây dựng vào thời Phục hưng. Trang viên được Bá tước Ján Keglevich xây vào đầu thế kỷ 19, cụ thể là từ năm 1818 đến năm 1825.
Hiện nay, trang viên ở Topoľčianky được sử dụng với các chức năng là bảo tàng về đồ nội thất lịch sử (bao gồm thảm, rèm thêu phương Đông, tranh, gốm sứ, đồng hồ và vũ khí) và thư viện của lâu đài. Bên trong trang viên có hơn 14.000 hiện vật.